# Grumman F7F Tigercat
El Grumman F7F Tigercat fue el primer caza bimotor especialmente diseñado para entrar en servicio en la Armada de los Estados Unidos (US Navy). Diseñado para ser utilizado desde los portaaviones clase Midway, el avión era demasiado grande para operar desde portaaviones más pequeños. A pesar de haber entrado en servicio operacional en diversas unidades del USMC (United States Marine Corps, Cuerpo de Infantería de Marina de los Estados Unidos) antes de que terminase la Segunda Guerra Mundial, el Tigercat no combatió en la guerra. La gran mayoría de los F7F terminaron sirviendo en tierra, como aviones de ataque o cazas nocturnos; solo la variante F7F-4N fue certificada para operar desde portaaviones. Los Tigercat sirvieron durante la Guerra de Corea y fueron retirados del servicio en 1954.

## Diseño y desarrollo

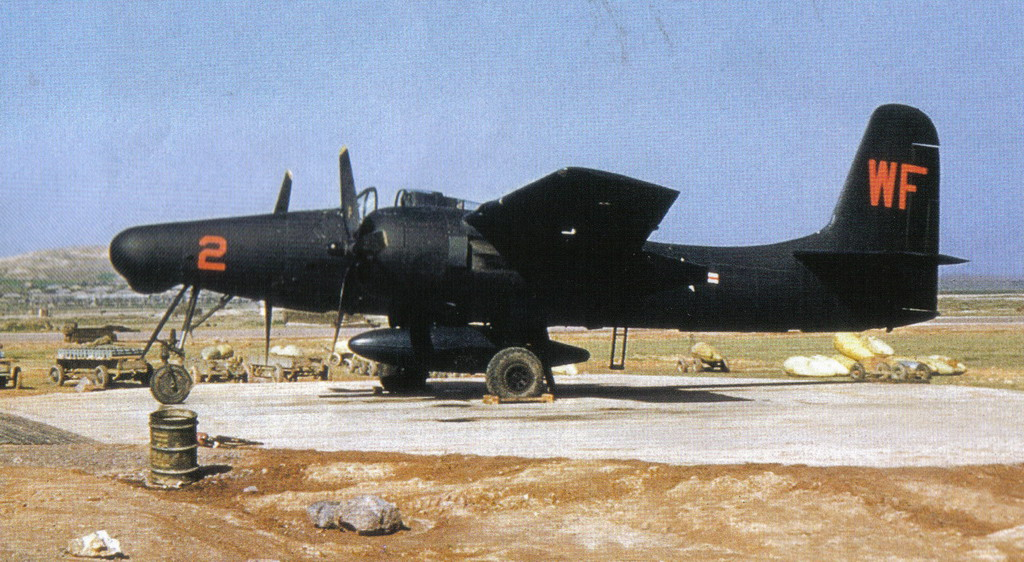
Un caza nocturno Grumman F7F-3N Tigercat del escuadrón de cazas nocturnos de la Marina VMF (N) -513 Flying Nightmares en Wonsan, Corea, en 1952.

Denominado Grumman G-51 Tigercat por la compañía el proyecto de Grumman obtuvo el 30 de junio de 1941 un pedido para la construcción de dos prototipos XF7F-1. El objetivo de Grumman era producir un avión que superase en prestaciones y en armamento a todos los aviones de caza existentes en ese momento, además de que tuviese una capacidad secundaria como avión de ataque a tierra. El Tigercat estaba fuertemente armado: cuatro cañones de 20 mm y cuatro ametralladoras de 12,7 mm, además poseía soportes subalares y debajo del fuselaje donde podía cargar diversos tipos de bombas y torpedos. Las prestaciones también cumplieron con las expectativas y el F7F Tigercat fue uno de los más rápidos cazas a pistón, con una velocidad máxima muy superior a los cazas monomotores de la US Navy (115 km/h más rápido que el Grumman F6F Hellcat al nivel del mar). La opinión del Capitán Fred M. Trapnell, uno de los mejores pilotos de pruebas de la US Navy, fue: the "It's the best damn fighter I've ever flown" ("es el mejor maldito caza que he volado").
Todo esto fue en detrimento de una elevada velocidad al momento del aterrizaje y de un peso relativamente excesivo para operar desde portaaviones, pero lo que realmente causó que el avión fallase las pruebas de compatibilidad con portaaviones fue la pobre estabilidad direccional con un solo motor en operaciones, así como también el diseño del gancho de cola. Por lo tanto, los primeros ejemplares de serie solo fueron utilizados desde bases terrestres por el USMC, como cazas nocturnos con radar APS-6. Al principio eran monoplazas F7F-1N, pero a partir del avión número 34 fue añadido un segundo asiento para el operador del radar por lo que estos aviones fueron denominados F7F-2N.
La siguiente versión producida, el F7F-3, fue modificada para corregir los problemas que habían causado que no fuese apto para operar desde portaaviones, pero esta nueva versión también falló la prueba a bordo del USS Shangri-La debido a una falla en el ala durante un aterrizaje fuerte. La variante F7F-3 fue producida como caza diurno, nocturno y como avión de reconocimiento fotográfico.
Una versión final, el 'F7F-4N, fue extensivamente reconstruido con el objetivo de aumentar la estabilidad y logró pasar las pruebas de aptitud para ser utilizado en portaaviones, pero solo fueron construidos 12 ejemplares de esta versión. En total fueron construidos 364 F7F Tigercat entre 1943 y 1946.

## Servicio operacional

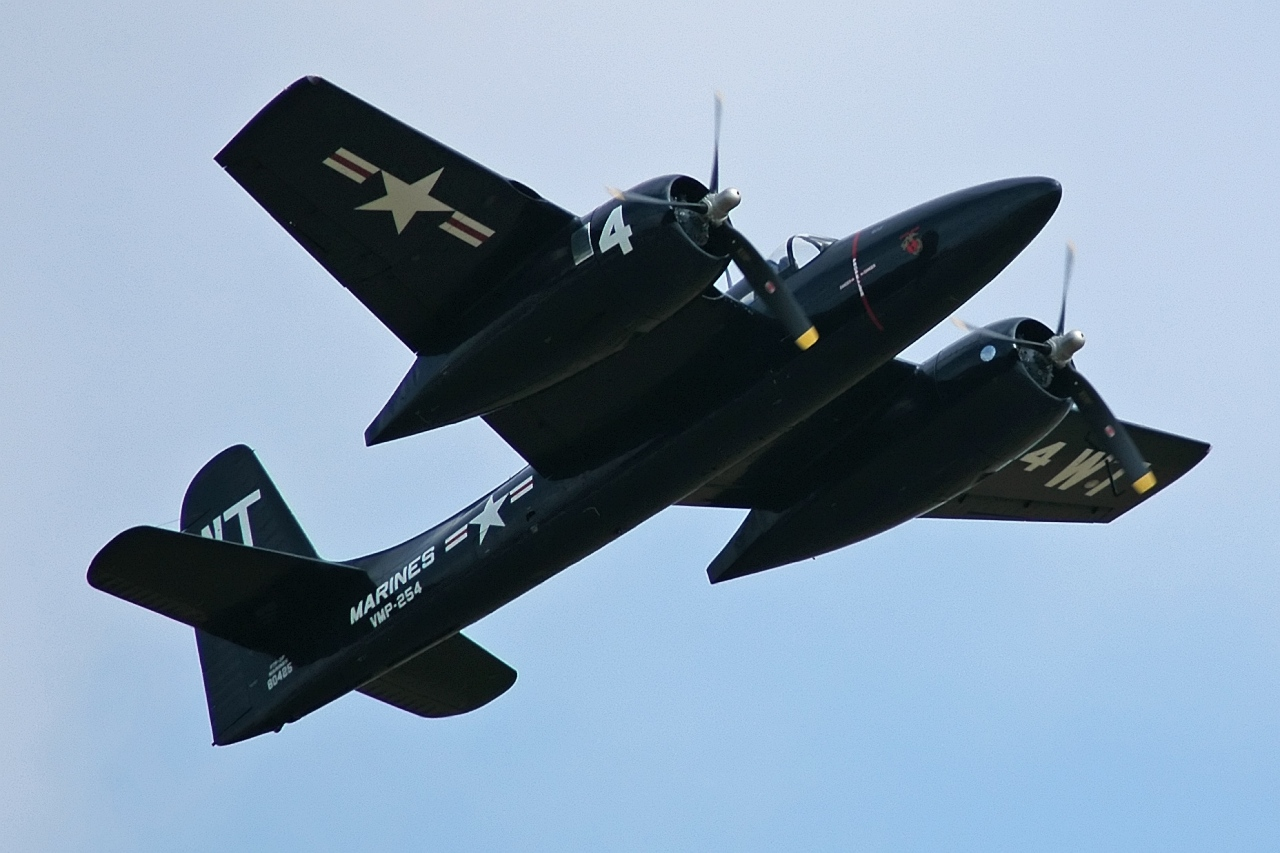
F7F-3P.

El escuadrón de caza nocturna VMF(N)-513 del USMC, entró en acción en las primeras etapas de la guerra de Corea volando F7F-3N Tigercats en misiones de intercepción nocturna, derribando dos biplanos Polikarpov Po 2. Esta fue toda la acción de guerra que vio el F7F.
Casi todos los F7F-2N fueron modificados para controlar drones para prácticas de combate por lo que fueron equipados con una cubierta de la cabina movible para atrás en forma de burbuja, para el controlador de los drones. Un F7F-2D utilizado para pilotos en tránsito también fue equipado con un techo de cabina en forma de burbuja.
En 1945, dos Tigercats fueron evaluados por la Royal Navy (Marina Real Británica), pero fueron rechazados en detrimento de una versión navalizada del de Havilland Hornet.

## Sobrevivientes

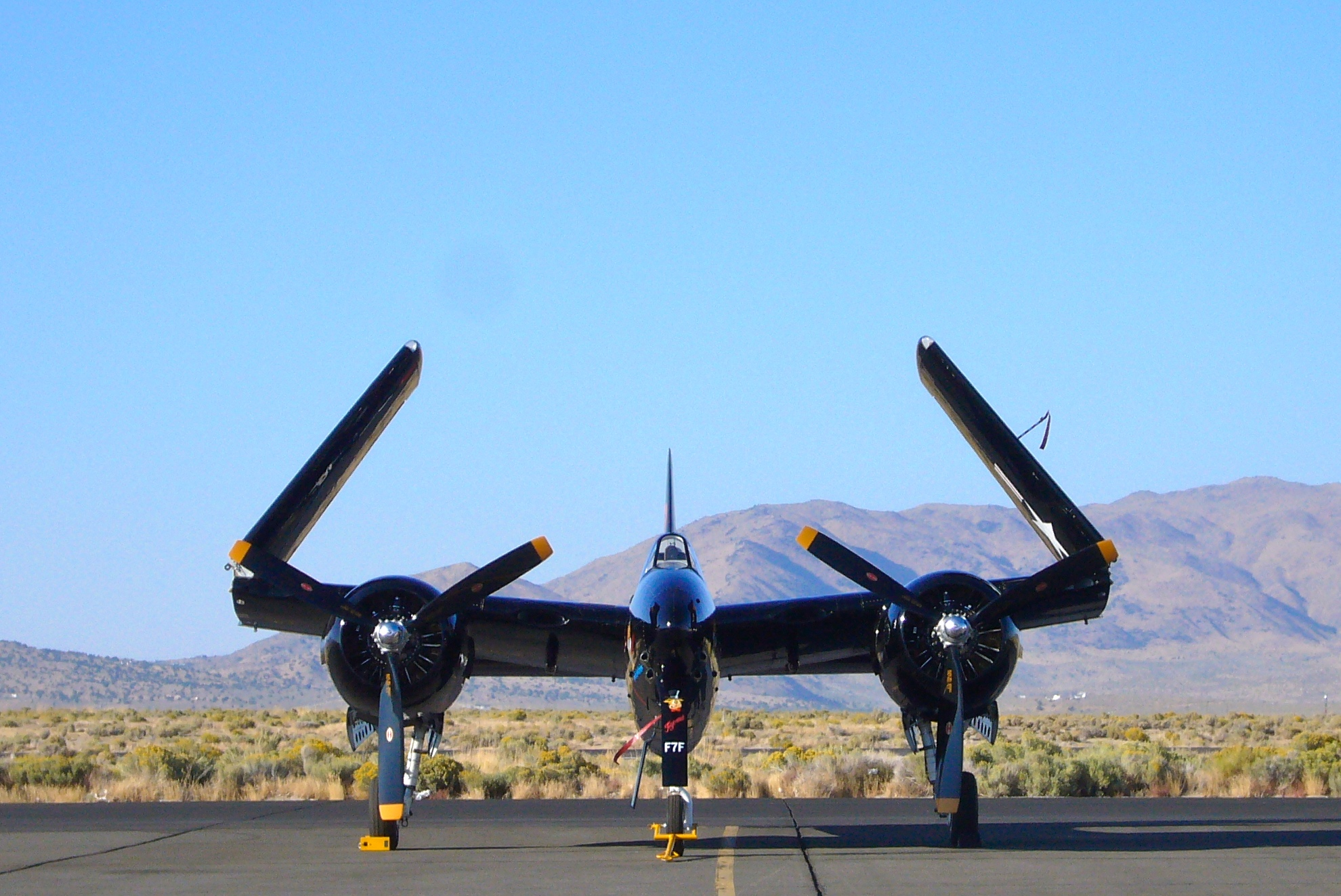
El Tigercat podía plegar sus alas, característica muy útil en portaaviones.

Un pequeño número de Tigercats fueron utilizados como bomberos aéreos y lucharon contra numerosos incendios forestales en las décadas de 1960 y 1970, y por esta razón existen hoy 12 ejemplares. Seis de ellos todavía pueden volar.
Un F7F-3N Tigercat (Bu n.º 80503) modificado y apodado "Big Bossman" compite en el circuito de carreras aéreas de los Estados Unidos. Su propietario es Mike Brown.
Al menos tres F7F Tigercats están preservados en museos de aviación:
- F7F3 (N.º de serie 80373/N7654C) en el Museo Nacional de Aviación Naval, NAS Pensacola, Florida, USA
- F7F3 (N.º de serie 80410) en el Museo del Aire y del Espacio Pima, Tucson, Arizona, USA
- F7F-3P (N.º de serie 80390/N700F) en el Museo de la Historia de la Aviación Kalamazoo, Kalamazoo, Míchigan, USA

## Curiosidades
Originalmente el Grumman F7F fue llamado "Tomcat" pero el nombre fue rechazado por considerárselo demasiado sugestivo. El nombre sería utilizado mucho más tarde en el Grumman F-14.

### Desarrollos relacionados
- Grumman XTSF

### Aeronaves similares
- Focke-Wulf Ta 154
- FMA I.Ae. 30 Ñancú
- Northrop P-61 Black Widow
- Kawasaki Ki-102
- Mitsubishi Ki-83
- Rikugun Ki-93
- de Havilland Hornet

### Secuencias de designación
- Secuencia G-_ (interna de Grumman): ← G-48 - G-49 - G-50 - G-51 - G-52 - G-53 - G-54 - G-55 -- G-64 - G-65 - G-66 - G-67 - G-68 - G-69 - G-70 -- G-77 - G-78 - G-79 - G-80 - G-81 - G-82 - G-83 →
- Secuencia F_F (Cazas de la Armada estadounidense, 1922-1962 (Grumman, 1931-1962): ← F4F - F5F - F6F - F7F - F8F - F9F-1 a -5 - F9F-6 a -8 →

### Listas relacionadas
- Anexo:Aeronaves militares de los Estados Unidos (navales)
- Anexo:Cazas de la Segunda Guerra Mundial